# Les Ogres-Dieux
Les Ogres-Dieux est une série de bande dessinée française en noir et blanc scénarisée par Hubert et dessinée par Bertrand Gatignol. Le premier tome, Petit, est publié par Soleil Productions en 2014.

## Synopsis

### Premier tome:Petit
Sur une grande et vaste vallée règnent les Géants, êtres immenses ayant goût pour la chair humaine, vivants dans un palais titanesque, servis par des milliers d'humains. Leur roi, cruel et violent, est le puissant Gabaal, et sa femme est la reine Émione. Un jour, lors d'un repas, la reine accouche d'un fils dont elle ne savait même pas être enceinte, un enfant si petit qu'il paraît humain aux yeux de sa gigantesque parentèle. La famille royale est en effet dégénérée depuis longtemps, des siècles de consanguinité se faisant ressentir dans la taille et la longévité de chaque nouveau-né, qui vit moins vieux et est moins grand que ses prédécesseurs. La reine, savante et lettrée, voit en son enfant l'espoir de la race des géants, car il pourrait s'accoupler à des femmes humaines comme le fit le Fondateur, mythique souverain qui fonda leur royaume et fut le géniteur du clan des géants. Dissimulant à son époux ce quatrième enfant, la reine ayant déjà donné naissance à des triplés qui sont également plus petit que leurs parents et son mari souhaitant faire disparaître ce nouvel enfant dont il a honte, elle cache son fils qui sera appelé « Petit » auprès de la vieille princesse Desdée, tante du roi et recluse de la famille car ayant un amour singulier pour les humains, refusant donc de se nourrir de leur chair, contrairement à l'habitude instaurée par son arrière-arrière-grand père, le « Roi-Dieu », qui était le plus grand de toute sa lignée et qui eut une exceptionnelle longévité. Ainsi le dernier rejeton du roi est élevé par sa tante qui lui offre une éducation humaniste, mais il est toujours tiraillé par les pulsions violentes héritées de ses ancêtres et d'une famille qui le menace constamment...
Le tome est parsemé de références au « Livre des Aïeux » et présentant des personnages apparaissant dans l'histoire où y étant cité : la princesse Desdée, le Fondateur, la reine Émione, le Roi-Dieu, le prince Coor et le roi Éliabaal.

### Second tome:Demi-Sang
Le second tome de l'histoire, nommé « Demi-sang », conte une histoire parallèle à celle de Petit, mais commençant bien avant et prenant la forme d'une série de flash-back. On suit l'histoire de Yori Draken, Chambellan du roi Gabaal apparu anonymement dans le premier tome. Ce nouveau livre permet d'avoir une meilleure compréhension du fonctionnement du royaume des Géants: le pouvoir politique réel y est tenu par les descendants de cinq grandes familles appelées les « Nobles-nés », ce sont les Draken, les Elissen, les Hunrahi, les Ragnar et les Zigness. Ces cinq familles descendent de cinq capitaines du Fondateur de la lignée des Géants, et forment le cœur de la noblesse humaine, se tenant au-dessus des autres habitants du royaume. Tous les postes du gouvernement sont occupés par des Nobles-nés qui élisent parmi eux le Chambellan, le fonctionnaire qui depuis l'époque du « Roi-Dieu » est l'homme le plus puissant du royaume, juste en dessous des Géants. Le jeune Yori est un bâtard, fils du chef de la famille Elissen et d'une ancienne courtisane. Élevé un temps au palais des Elissen avec les enfants légitimes de son père, le jeune Yori doit le quitter avec sa mère à la suite d'une altercation entre lui et ses demi-frères. Rancunier et ambitieux, il ne désire après cette humiliation qu'atteindre le plus haut sommet du pouvoir humain du royaume pour se venger des familles Nobles-nés qui le méprise en raison de son statut de « Demi-sang ».
Comme le premier tome, ce nouveau tome est parsemé de références tirées du « Livre des Chambellans » et présente des personnages cités dans l'histoire: Malkus Elissen, Kiril Ragnar, Jubal Elissen, Eri Zigness, Mihal Tamas et Yori Draken.

### Troisième tome:Le Grand Homme
Ce troisième opus propose une nouvelle histoire, celle de Lours dit Le Grand Homme. Le récit commence chronologiquement à la fin de Petit.
Nous retrouvons donc Petit et sa bien-aimée Sala où nous les avions laissés à la fin du premier album, sur les escaliers menant au palais royal. Alors que les deux amants s'enfuient, le Chambellan Yori Draken, bien décidé à placer Petit, dernier héritier de sa race, sur le trône afin de ramener l’ordre, lance ses hommes à sa poursuite avec à leur tête Sol, sa redoutable âme damnée.
Tombés dans un traquenard, Sala est capturée. Petit, grièvement blessé, est alors recueilli et soigné par un homme mystérieux appelé Lours, coutelier et rémouleur itinérant. Ce dernier s’avère être à la tête des « Niveleurs », un groupe de résistants. Conscient que le fils de Gabaal n’a rien de commun avec son père, Lours voit en lui un atout majeur contre le Chambellan. En échange de leur aide pour délivrer Sala, Petit devra revendiquer son trône, désavouer le Chambellan et rétablir l’entente entre les géants et les humains.
Mais le chemin sera long avant la fin du périple...
Pour les précédents albums, le style graphique du titre préfigurait de l'ambiance qui allait nous accompagner au fil des pages. Ce nouveau tome ne déroge pas à la règle, l'utilisation de caractères rappelant les runes scandinaves nous entraînant cette fois-ci dans un monde où l’esthétique gothique laisse place à la rudesse des paysages nordiques où les forêts ont des yeux et dissimulent des entités oubliées. Bref l'auteur continue de développer un univers fascinant, avec de nouvelles créatures, un nouveau peuple et une nouvelle langue.
Après Petit et Yori Draken, cet album s'intéresse au personnage de Lours. Son passé trouble est essentiellement évoqué dans les textes entrecoupant les chapitres dessinés. On apprend ainsi qu’il fait le lien avec des faits historiques propres à l’univers des Ogres-Dieux. Fin stratège, mais surtout homme blessé et personnage tragique, Lours apporte une vraie grandeur au récit et offre au titre de cet opus toute sa signification.

### Quatrième tome:Première-née
Dans ce quatrième opus l'histoire fait un grand bond dans le passé du royaume des géants, parlant de la vie de Bragante, la première enfant du Fondateur qui tua sa mère en venant au monde. Éduquée par sa tante Nita, la sœur de sa mère, elle devient une érudite avide de savoir, ainsi que la mère de substitution de ses demi-frères et sœurs, mais elle a également un fort caractère qui la fait s'élever contre l'autorité de son père, le Fondateur, qui n'apprécie pas qu'elle éduque le reste de sa fratrie, ce dernier préférant que ses fils deviennent des guerriers et ses filles des reproductrices dans l'espérance que sa famille le vengera un jour en retournant dans son pays natal.
Ce tome est parsemé de référence à l'histoire du royaume des géants à travers celle de personnages importants: Nita, la sœur de la mère de Bragante, Aramande de Rieviell, qui fût engagée par la Première-née pour l'aider a emplir la bibliothèque du château des géants, Elvir Elissen, le premier des cinq capitaines aux ordres du Fondateur qui donneront naissance aux familles des Nobles-nés (et donc l'un des ancêtres de Yori Draken, le Chambellan à l'époque de Petit), Tovar, le maître-architecte de la Première-née qui en plus de concevoir sa bibliothèque fût également l'un des premiers architectes s'attelant à l'agrandissement constant du Château des Géants tout en y créant des passages permettant aux serviteurs humains d'éviter leurs gigantesques seigneurs, et finalement la géante que sa mère surnommait "Mange-livre", qui n'était autre que la future reine Émione, la dernière des érudites de la famille des Géants et mère de Petit.

## Liste des volumes
1. Petit, 3 décembre 2014  (ISBN 978-2-302-04312-1)
2. Demi-Sang, 15 juin 2016  (ISBN 978-2-302-04849-2)
3. Le Grand Homme, 21 novembre 2018  (ISBN 978-2-302-07273-2)
4. Première-née, 25 novembre 2020  (ISBN 978-2-302-09026-2)

## Genèse de l'œuvre
Le format imposant du premier album n'avait pas été conçu tel quel à l'origine du projet, mais s'est imposé au fil de sa conception. De même, l'album était conçu comme indépendant et aucune suite n'en était prévue à l'origine.
Selon Hubert, toute l'histoire lui est venu durant « une longue nuit d'insomnie », ce qui a permis à Bertrand Gatignol de s'investir très tôt dans la conception de l'œuvre, par sa participation au processus d'écriture et son découpage de l'histoire.

## Analyse
L'album alterne bande dessinée et sections de récit sur le modèle du conte de fée, ce qui permet à l'auteur, selon BoDoï, d'« accompagner soigneusement l'immersion du lecteur dans l'univers envoûtant, cruel et funeste qu'il construit page après page ».

## Inspirations et références
Hubert reconnaît de multiples influences : la posture du géant dès la couverture du premier album évoque par exemple la pose de Mona Lisa dans La Joconde de Léonard de Vinci, afin de donner d'entrée à l'œuvre « une sorte d'image emblématique, très forte ». De nombreuses références mythologique, notamment grecque, interviennent au cours du récit, tant au niveau scénaristique que graphique : la scène d'introduction évoque par exemple l'épisode de Cronos dévorant l'un de ses fils, notamment représenté par Francisco de Goya dans Saturne dévorant un de ses fils.

## Réception critique
Pour 9emeart.fr, « Petit est une bande dessinée dure, sombre, mais magistrale et d'une beauté à couper le souffle ».
Petit a reçu le prix de la meilleure bande dessinée de science-fiction aux Utopiales 2015. Le second tome est sélectionné en sélection officielle du Festival d'Angoulême 2017.
Sorti fin 2018, le troisième tome de cette série, Le Grand Homme, est à nouveau remarqué par la critique ,. En 2019, il obtient le prix de la meilleure série en Italie en octobre 2019 au Lucca Comics and Games, plus grand festival européen de bande-desssinée.
Le quatrième volume, Première-née, figure dans la sélection pour le fauve d'or au Festival d'Angoulême 2021. Il obtient notamment  le prix 2021 des Imaginales de la meilleure BD.